# Cornelius Wilhelm von Heyl zu Herrnsheim

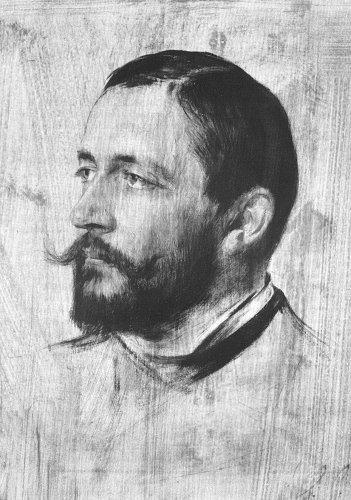
Cornelius Wilhelm von Heyl; Gemälde von Franz von Lenbach

Cornelius Wilhelm Heyl, ab 1886 Freiherr von Heyl zu Herrnsheim, (* 10. Februar 1843 in Worms; † 25. September 1923 Schloss Pfauenmoos, Berg SG, am Schweizer Bodensee) war ein deutscher Unternehmer in der Lederindustrie, Politiker, Kunstsammler und Mäzen.

## Leben
Cornelius Wilhelm Heyl war ein Enkel von Cornelius Heyl (1792–1858), der 1834 Begründer der Wormser Lederwerke Cornelius Heyl AG war. Sein Vater Daniel Cornelius Heyl (1818–1844) starb mit 26 Jahren und hinterließ eine Frau, Karoline Friederike Charlotte geb. Frommel (1822–1889), und drei Kinder.
Getauft wurde er auf den Namen Hermann Wilhelm Heyl. Sein ältester, nach dem Großvater benannter, Bruder Cornelius Heyl (1842–1861) starb schon jung bei einem Aufenthalt in London, weshalb zur Wahrung der Familientradition der Vorname Cornelius auf Hermann Wilhelm Heyl als Zweitältesten überging. Mit neunzehn Jahren übernahm er die großväterliche Lederfabrik. Sein Wohnsitz war das Heyls-Schlößchen am Schloßplatz in Worms, das er 1905 aufstocken ließ.

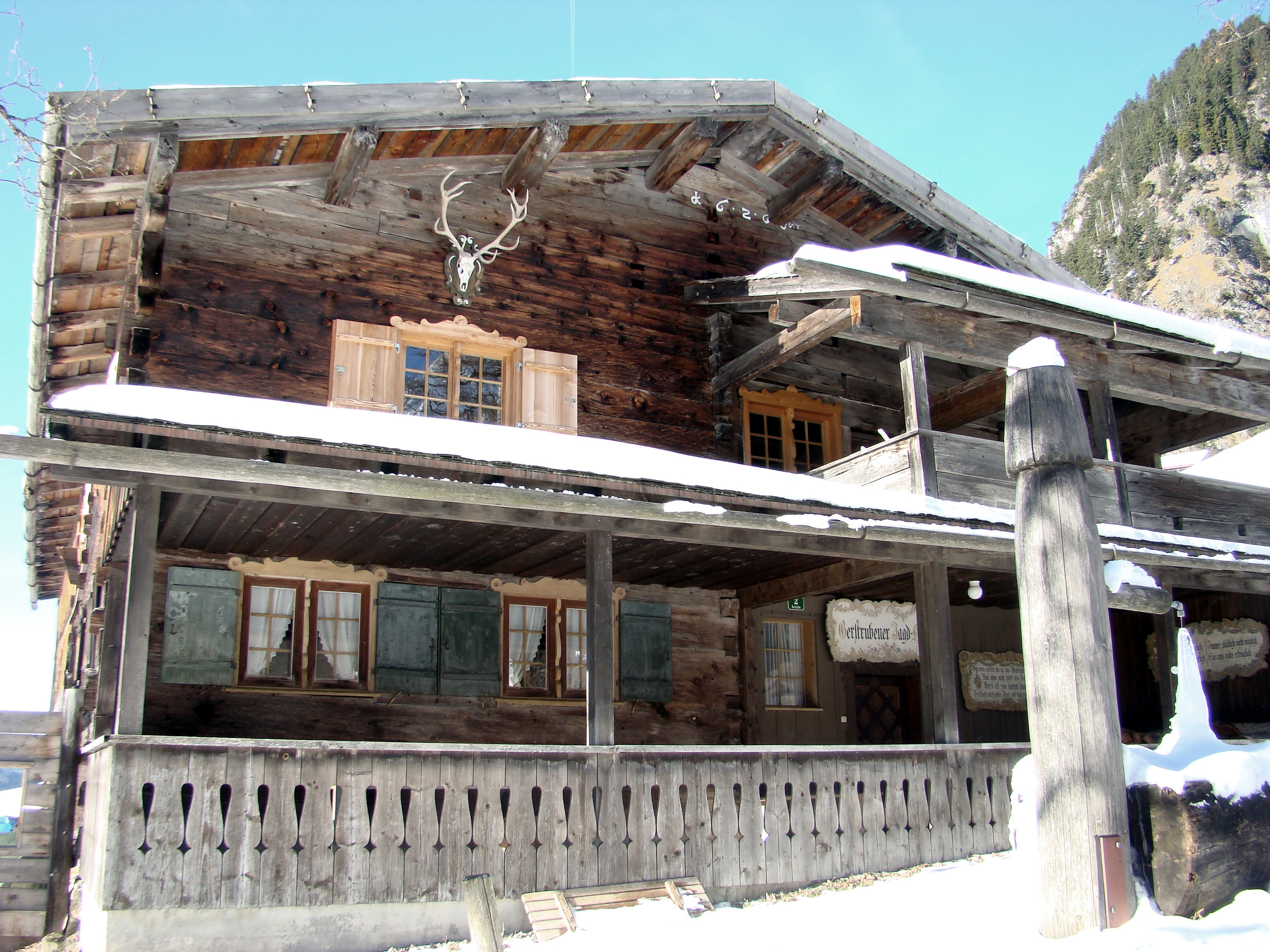
Sommersitz Gerstruben seiner Jagd bei Oberstdorf

Mehrfach war er zwischen 1874 und 1918 Reichstagsabgeordneter (Januar 1874 bis Juli 1878, 30. Oktober 1879 bis Oktober 1881 und Juni 1893 bis November 1918, Nationalliberale Partei, zuletzt bei keiner Fraktion). 1877 ernannte ihn Großherzog Ludwig III. zum Mitglied der Ersten Kammer der Landstände des Großherzogtums Hessen auf Lebenszeit, der er bis zu deren Auflösung am Ende der Monarchie 1918 angehörte. Kaiser Wilhelm II. vermerkte zu Cornelius Wilhelm von Heyl: de facto Großherzog und Allgewaltiger in Hessen.
Seine Tagebücher sind bis heute ebenso unveröffentlicht wie die im Ersten Weltkrieg verfassten Lebenserinnerungen.
Cornelius Wilhelm von Heyl zu Herrnsheim starb 1923 auf seinem Gut Pfauenmoos im Schweizer Kanton St. Gallen. Seine beiden Lederwerke, zum einen die im Wormser Süden gelegene Cornelius Heyl AG und die im Wormser Stadtteil Neuhausen gelegenen Heyl’sche Lederwerke Liebenau wurden auf seine beiden Söhne Ludwig von Heyl zu Herrnsheim und Cornelius Wilhelm Karl von Heyl zu Herrnsheim aufgeteilt, die bereits im Betrieb tätig waren.
Sein Tod markiert das Ende einer beispiellosen Ära der Lederindustrie und der sozialen Entwicklung in Worms. Er wurde in der von ihm in Auftrag gegebenen Gottliebenkapelle in Worms-Herrnsheim neben seiner 1915 verstorbenen Ehefrau Sophie beigesetzt.

## Ehrungen

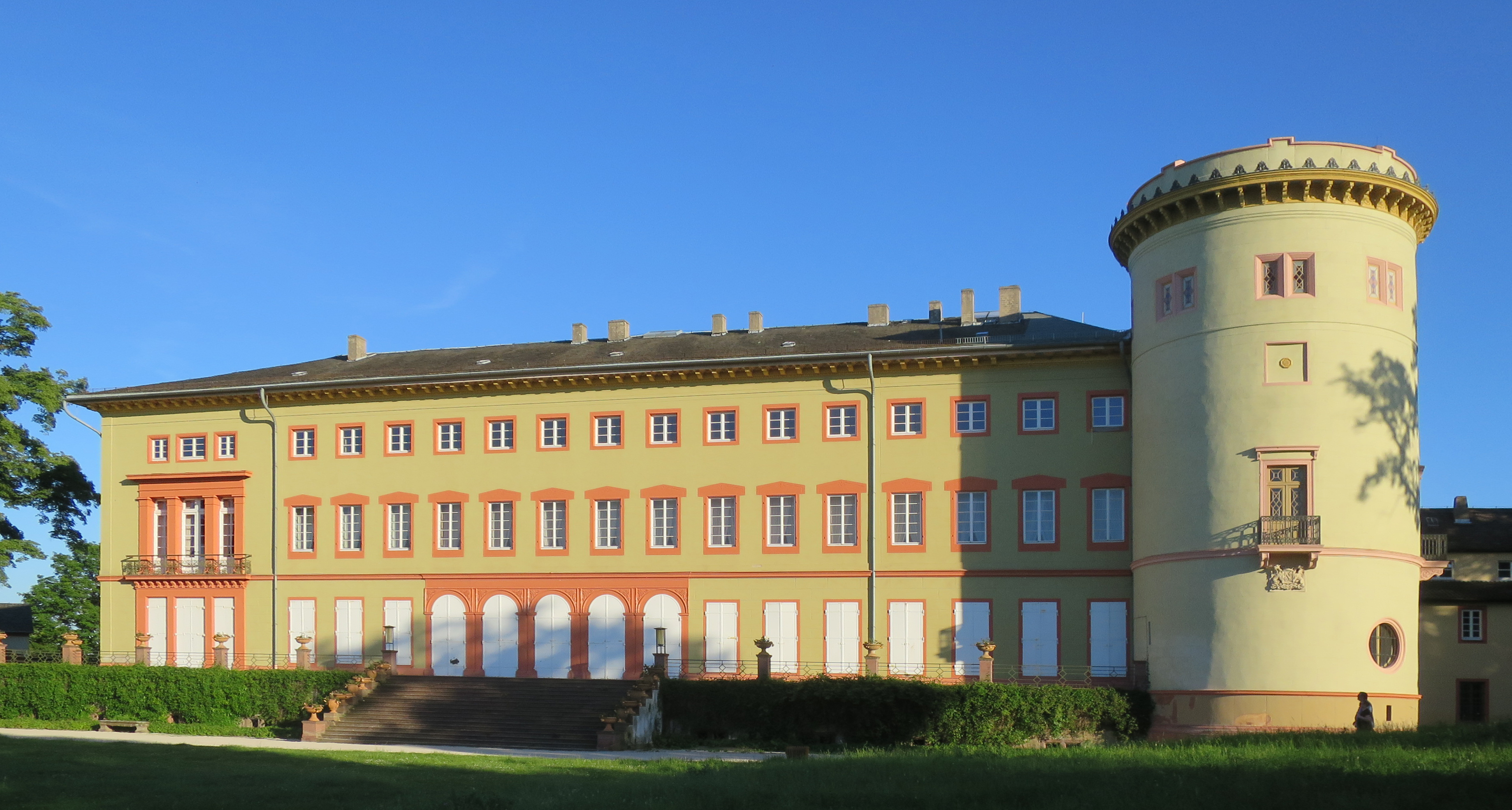
Schloss Herrnsheim

Cornelius Wilhelm Heyl wurde großherzoglich hessischer Geheimer Kommerzienrat.
1883 erwarb er von Lord Dalberg-Acton das Schloss Herrnsheim im heutigen Wormser Stadtteil Herrnsheim. Als nunmehriger Fideikommissherr auf Herrnsheim wurde er, gemeinsam mit seinem Bruder Maximilian Heyl, am 31. März 1886 von Großherzog Ludwig IV. als Freiherr in den erblichen Adelsstand erhoben. Die Brüder begründeten damit die freiherrliche Familie Heyl zu Herrnsheim.
Am 22. Dezember 1899 verlieh ihm die Stadt Worms in Würdigung seiner finanziellen und ideellen Förderung des Stadtarchivs die Ehrenbürgerwürde.
In Worms ist eine Straße nach ihm benannt.

## Kunsthaus Heylshof

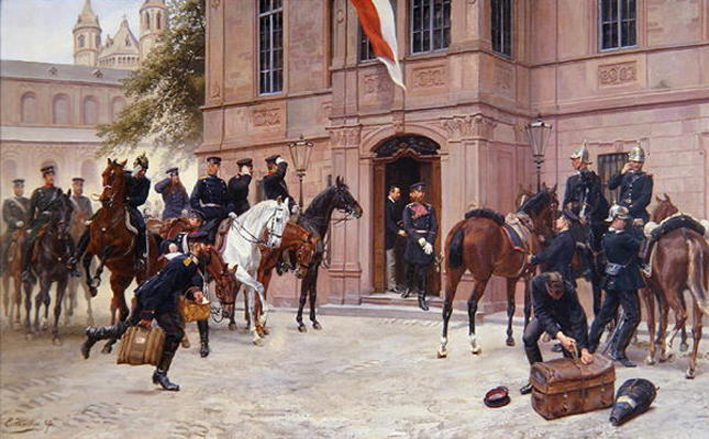
Heyl zusammen mit Erbprinz Ludwig von Hessen-Darmstadt, Gemälde von Emil Hünten

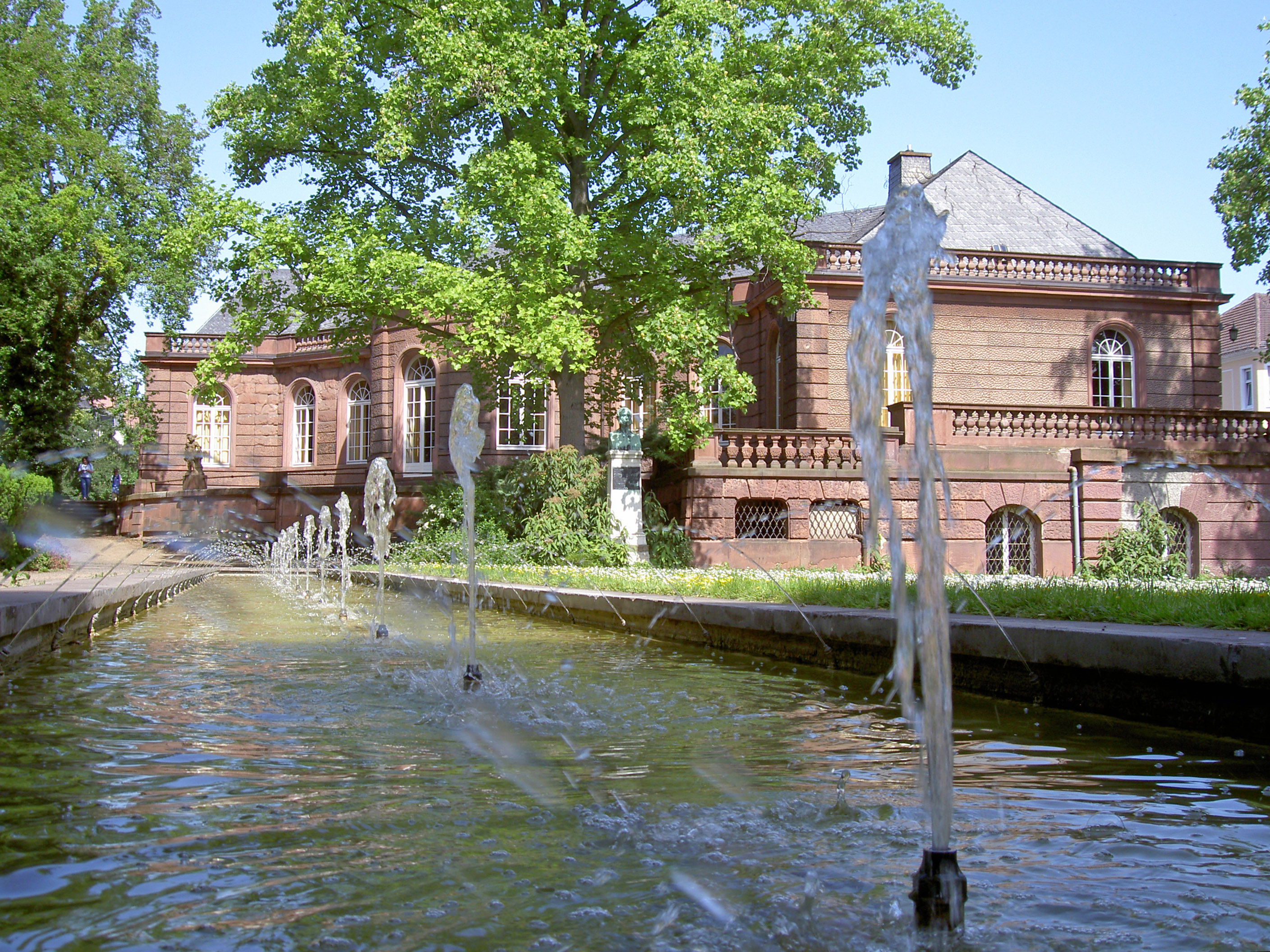
Museum Kunsthaus Heylshof (Gartenseite)

Cornelius Wilhelm von Heyl ließ sich von 1881 bis 1884 auf dem Gelände des mittelalterlichen Bischofshofs bzw. der 1725 vollendeten und im Verlauf der Ereignisse im Gefolge der französischen Revolution zerstörten fürstbischöflichen Residenz, eine Villa erbauen. Architekt war der Semper-Schüler Alfred Friedrich Bluntschli.
Am Mittwoch, dem 23. Juni 1926, wurde diese Villa, als Vermächtnis von Freiherr Cornelius Wilhelm und Freifrau Sophie von Heyl zu Herrnsheim der Stadt Worms gestiftet und als „Kunsthaus Heylshof“ feierlich eröffnet.
Das Museum wurde im Frühjahr 1945 bei einem Luftangriff teilzerstört und eingeschossig mit Walmdach wiederhergestellt. Seit 1961 ist es wieder öffentlich als „Kunsthaus Stiftung Heylshof“ zugänglich.
Die Kunstsammlung gehört mit über hundert Gemälden sowie einer Vielzahl von Zeichnungen und Porzellan zu den vielseitigsten und gehaltvollsten Privatsammlungen Deutschlands. Als solche hat sie eine über das künstlerische Interesse hinausgehende, allgemeine Bedeutung. Sie gilt als ein stolzes Denkmal der einzigartigen Kultur, die das Bürgertum der deutschen Städte auch abseits von den großen Metropolen dokumentiert.

## Nachfahren
Cornelius Wilhelm hatte insgesamt sieben Kinder, 17 Enkel und zahlreiche Urenkel.
- Sein Sohn Cornelius Wilhelm Karl von Heyl zu Herrnsheim (1874–1954) übernahm später die Lederwerke. Er heiratete 1907 Mathilde Prinzessin zu Ysenburg und Büdingen, Tochter von Fürst Bruno zu Ysenburg und Büdingen und Bertha Gräfin zu Castell-Rüdenhausen.[11]
- Ein weiterer Sohn, Ludwig von Heyl zu Herrnsheim (1886–1962) war von 1924 bis 1927 Abgeordneter im Landtag des Volksstaates Hessen für die DVP. Er heiratete Eva Maria von der Marwitz-Stein (1889–1959). Der Ehe entstammen sechs Kinder, darunter Marie-Elisabeth Klee (1922–2018).
- Erwin von Heyl zu Herrnsheim (1877–1940), Diplomat
- Maximilian von Heyl zu Herrnsheim (1884–1952), Gutsbesitzer
- Martha Cornelia (1870–1954) heiratete 1891 Hugo Freiherr von Leonhardi (1864–1922), Großherzoglicher Kammerherr und Oberhofmeister a. D., Oberburg, Heldenbergen

## Werke
- Zur Geschichte der Familie Leutz von Eberbach. Als Handschrift gedruckt. [Winter], Heidelberg 1915 (Digitalisat).

### Genealogie
- Gothaisches Genealogisches Taschenbuch der Freiherrlichen Häuser 1921. Jg. 71, Gotha 1920, S. 379 (Digitalisat).
- Walter von Hueck, Friedrich Wilhelm Euler: Genealogisches Handbuch der Freiherrlichen Häuser B (Briefadel), Band V, Band 48 der Gesamtreihe GHdA, C. A. Starke, Limburg an der Lahn 1971, ISBN 3-7980-0748-9. ISSN 0435-2408